# Megacoelidia aurantia
Megacoelidia aurantia är en insektsart som beskrevs av Kramer och Rauno E. Linnavuori 1959. Megacoelidia aurantia ingår i släktet Megacoelidia och familjen dvärgstritar. Inga underarter finns listade i Catalogue of Life.